# The Statue
The Statue è un cortometraggio del 1913 diretto da Allen Curtis. Prodotto dall'Independent Moving Pictures Co. of America (IMP) e distribuito dall'Universal Film Manufacturing Company, uscì in sala il 23 agosto 1913.